# Гелеф, Пауль

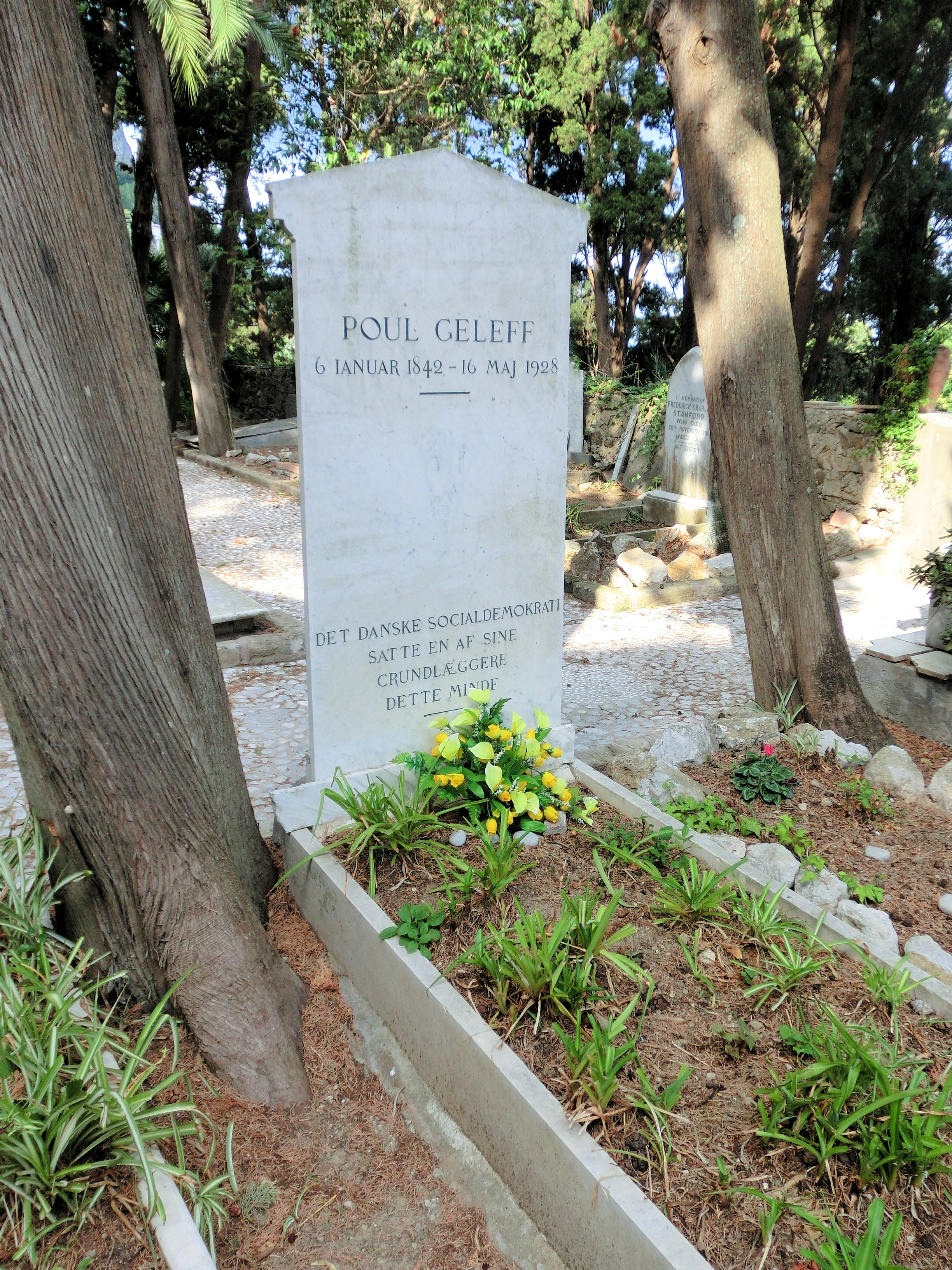
Могила П. Гелефа на Капри

Пауль Йохансен Гелеф (Поуль Гелефф, дат. Paul Johansen Geleff; 6 января 1842, Бредебро — 16 мая 1928, о. Капри) — датский политический деятель и журналист, организатор и один из основателей социалистического движения в своей стране.

## Биография
Гелеф закончил своё образование в 1864 году, получив специальность школьного учителя, после чего работал им, а потом также журналистом и издателем республиканских убеждений. С 1867 года в юго-западном датском городе Рибе начала выходить его публикация Hejmdal. Затем он стал корреспондентом от этой газеты в столице Копенгагене. Он был приговорен к уплате штрафа за оскорбление государства Пруссии в одной из своих статей.
В 1871 году Гелеф познакомился Г. Ф. В. Бриксом и через него также завязал отношения с Луи Пио, считающегося основоположником организованного рабочего движения в Дании. Все трое занялись организацией социалистического движения. Трое единомышленников основали издание Socialisten («Социалист», с мая 1874 носившей название «Social Demokraten») в июле 1871 года. В октябре того же года они открыли датское отделение Первого интернационала — «Международное товарищество рабочих Дании» («Международный рабочий союз Дании»). Близкий по взглядам к лассальянцам Гелеф был выбран его казначеем, инициировал создание многих его филиалов в провинции, показал себя талантливым агитатором и организатором.
Секция Интернационала поддержала забастовку каменщиков и созвала совещание для мобилизации их поддержки. В ответ власти запретили организацию и все её собрания. Все трое её руководителей были арестованы летом 1872 года и подвергнуты суду за свою революционную деятельность. Гелеф был приговорён к трём годам принудительных работ. Он также был обвинён в мошенничестве, но после повторной выплаты суммы, которая ему вменялась в качестве растраты, эти обвинения были сняты. Гелеф написал книгу о своих тюремных злоключениях, «Под замком и ключом» (дат. Under Laas og Lukke), опубликованную в 1876 году. После освобождения из тюрьмы он и Пио снова занялись организацией социалистического движения.
Освободившись в апреле 1875 года, В 1876 году Гелеф стал одним из основателей датской Социал-демократической партии. На первом её съезде в июне он был избран вторым председателем партии, то есть заместителем Пио, а после отставки последнего в следующем году — первым председателем.
Угнетаемые проблемами с партийным строительством, вызванными экономическим кризисом и правительственными репрессиями, в марте 1877 года Гелеф и Пио эмигрировали в США — при финансовой поддержке датской полиции. Они намеревались там основать датскую рабочую колонию. Обосновавшись в США, Гелеф и Пио, чьи планы закончились крахом, разорвали свои связи друг с другом. Гелеф написал работу «Чистая правда о Луи Пио и обо мне» (дат. Den rene, skære Sandhed om Louis Pio og mig selv) — короткую публикацию о своём трансатлантическом путешествии и расколе с Пио, вышедшую в 1877 году.
Гелеф иногда писал статьи для «Den Danske Pioneer», издававшегося в Омахе (штат Небраска). Гелеф сыграл решающую роль в формировании радикальной направленности этой газеты.
Гелеф вернулся в Данию в 1920 году и жил как пенсионер, получая поддержку от Социал-демократической партии, хотя активной политической деятельности уже не вёл. Он умер в 1928 году и был похоронен на Капри.